# ケベメール県
ケベメール県 (Département de Kébémer) はセネガル北西部ルーガ州南西部にある県。ダル・ムスティ郡、ンダンド郡、サガッタ郡からなる。県都はケベメール。